# Ernst Gunter av Holstein-Augustenburg (1609–1689)
Ernst Gunter av Holstein-Augustenburg (tyska: Ernst Günther) född 14 oktober 1609, död 18 januari 1689, var den förste hertigen av Holstein-Augustenburg 1627–1689. Han grundade hertigsläkten Augustenburg, som utgjorde en sidogren av huset Oldenburg, det danska kungahuset.

## Biografi
Ernst Gunter föddes 14 oktober 1609 på herrgården Haus Beck nära Minden i Westfalen som tredje son till hertig Alexander av Schlesvig-Holstein-Sönderborg och Dorothea av Schwarzburg-Sondershausen. Hans far var den äldste sonen till hertig Hans den yngre av Schleswig-Holstein-Sönderborg, som själv var en yngre son till kung Kristian III av Danmark. Ernst Günther tillhörde alltså en gren av det dansk-norska kungahuset, huset Oldenburg.
Ernst Günther lät 1663 uppföra Augustenborgs slott, som han uppkallade efter sin hustru Augusta av Glücksburg.
Hertig Ernst Günther dog 79 år gammal den 18 januari 1689 på Augustenborgs slott. Han begravdes i slottskapellet på Sønderborgs slott.

## Barn
1. Charlotta av Augustenburg, 1658–1740
2. Fredrik Wilhelm av Augustenburg, 1668–1714

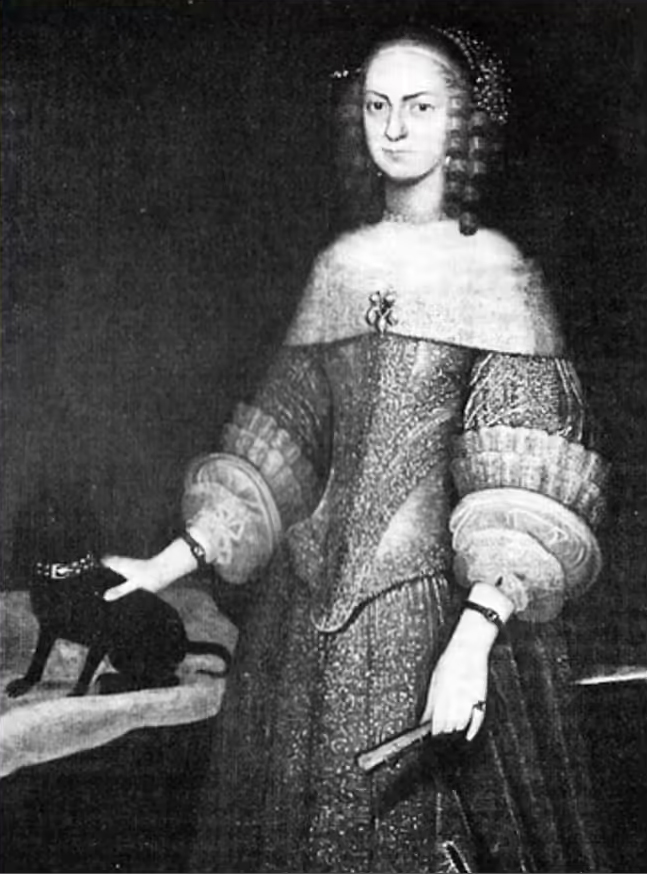
Augusta av Glücksburg (1633–1701)